# C17H20ClNO
化学式C17H20ClNO（摩尔质量：289.8 g/mol）可能指：
- N-(2-金刚烷基)-4-氯苯甲酰胺，CAS号：185384-80-9
- 氯美醇（英语：Clemeprol），CAS号：71827-56-0
- 氯苯达诺（英语：Clofedanol），CAS号：791-35-5

|  | 这个同类索引页列出了具有相同分子式的化学物（即同分異構體）条目。 除非您是有意链接至本页，否则应将相应条目的内部链接指向正确的条目。 |